# Erik Hoftun
Erik Hoftun (n. Kyrksæterøra, Noruega, 3 de marzo de 1969) es un exfutbolista noruego, que jugaba de defensa y militó en diversos clubes de Noruega. Es plenamente identificado con el Rosenborg de su país, con el cual ganó muchos títulos locales.

## Selección nacional
Con la Selección de fútbol de Noruega, disputó 30 partidos internacionales y no anotó goles. Incluso participó con la selección noruega en una sola edición de la Copa Mundial. La única participación de Hoftun en un mundial fue en la edición de Francia 1998. donde su selección quedó eliminado, en los octavos de final de la cita de Francia, tras perder ante su similar de Italia en Marsella.

### Participaciones en Copas del Mundo
| Mundial                        | Sede    | Resultado        |
| ------------------------------ | ------- | ---------------- |
| Copa Mundial de Fútbol de 1998 | Francia | Octavos de final |

## Clubes
| Club       | País    | Año         |
| ---------- | ------- | ----------- |
| KIL/Hemne  | Noruega | 1987 - 1992 |
| Molde      | Noruega | 1992 - 1993 |
| Rosenborg  | Noruega | 1994 - 2005 |
| Bodø/Glimt | Noruega | 2005 - 2007 |